# Rafał Siwek
Rafał Siwek – polski śpiewak operowy (bas) specjalizujący się w interpretacji ról verdiowskich i repertuarze rosyjskim, występujący również w partiach oratoryjnych.

## Edukacja
Absolwent V Liceum Ogólnokształcącego im. Ks. J. Poniatowskiego w Warszawie.
Ukończył warszawską Akademię Muzyczną (obecnie Uniwersytet Muzyczny Fryderyka Chopina) w klasie prof. Jerzego Knetiga. Uczestniczył też w kursach mistrzowskich Aleksandriny Miłczewej i Ryszarda Karczykowskiego. Swoje umiejętności wokalne doskonalił pod kierunkiem Kałudiego Kałudowa.
Laureat międzynarodowych konkursów wokalnych: w Międzynarodowym Konkursie Wokalnym im. S. Moniuszki w Warszawie (2001), Hans Gabor Belvedere Competition w Wiedniu (2001) oraz Competizione dell’Opera w Dreźnie (2002).
W 1998 r., będąc studentem, wziął udział w autorskim spektaklu Tadeusza Bradeckiego Saragossa, opartego na motywach życia i powieści Jana Potockiego, wykonując fragmenty partii Komandora i Masetta z Don Giovanniego W.A. Mozarta na Scenie Dramatycznej Teatru Narodowego (Sala Bogusławskiego).
W 1999 r., wystąpił w przedstawieniu studenckim, przygotowanym przez Akademię Muzyczną, na Scenie Kameralnej Teatru Wielkiego w Warszawie w partii Marka w operze Janek W. Żeleńskiego (maj 1999).

## Kariera operowa

### 2000-2010
Zadebiutował w Operze Wrocławskiej w 2000 r. partią Ferranda w Trubadurze G. Verdiego (pod dyrekcją Ewy Michnik, w reżyserii Roberta Skolmowskiego).
W 2001 r. został solistą Warszawskiej Opery Kameralnej, śpiewał na tej scenie m.in. Sarastra (Czarodziejski flet), Don Basilia (Cyrulik sewilski), Senekę (Koronacja Poppei) i Komandora (Don Giovanni).
W 2002 r. zadebiutował na scenie Teatru Wielkiego – Opery Narodowej jako Gremin w Eugeniuszu Onieginie. Na scenie Teatru Wielkiego wystąpił także jako m.in. Sarastro, Rajmund (Lucia di Lammermoor), Zachariasz (Nabucco), Sparafucile (Rigoletto), Timur (Turandot), Zbigniew (Straszny dwór).

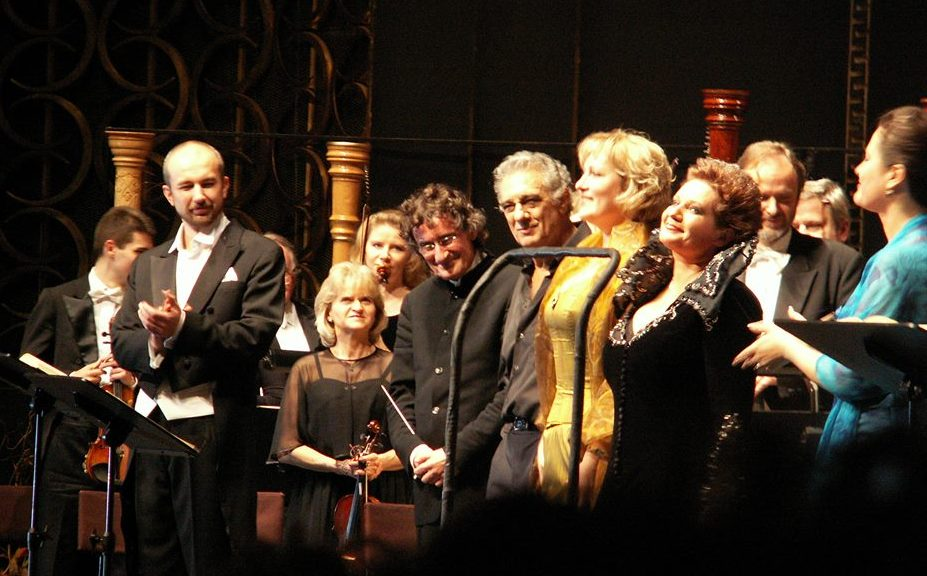
Koncertowe wykonanie Walkirii, Teatr Wielki 2005. Od lewej: Rafał Siwek, Jacek Kaspszyk, Plácido Domingo, Mladą Khudoley i Elżbietą Kaczmarzyk-Janczak (fot. K. Gardzina-Kubała)

W 2003 r. wziął udział w wykonaniu Króla Rogera w Thėâtre du Chatelet w Paryżu, a wystąpił także w amsterdamskim Concertgebouw (Tibault d’Arc w Dziewicy Orleańskiej) i w Théâtre Royal de la Monnaie w Brukseli (Komandor w Don Giovannim).
W 2005 r., zaproszony przez Zubina Mehtę wykonał partię basową w Requiem G. Verdiego w Accademia Nazionale di Santa Cecilia w Rzymie, wystąpił także w Warszawie podczas festiwalu Chopin i jego Europa. W warszawskim Teatrze Wielkim wystąpił jako Hunding (Walkiria razem z Plácido Domingo – Zygmuntem, pod dyr. Jacka Kaspszyka, wersja koncertowa).
W 2006 r. zaśpiewał na scenie swoją pierwszą rolę wagnerowską (Król Marek w Tristanie i Izoldzie w Operze Rzymskiej).
W 2007 r. rozpoczął współpracę z Lorinem Maazelem, pod którego dyrekcją wykonał m.in. IX Symfonię Beethovena w Watykanie, Mediolanie, Brukseli (Parlament Europejski) oraz w Accademia Nazionale di Santa Cecilia i Auditorium Conciliazione w Rzymie, Requiem Verdiego w bazylice św. Marka w Wenecji, Mediolanie, Cassablance, Busseto, Asyżu i Jerozolimie, Ramfisa w Aidzie w São Paulo i Rio de Janeiro, Wurma w Luizie Miller w Operze w Walencji.

### 2011-2020
W 2011 r. po raz pierwszy zaśpiewał w mediolańskiej La Scali w Mediolanie (Sarastro), berlińskiej Staatsoper Unter den Linden (Wielki Inkwizytor w Don Carlosie) i monachijskiej Bayerische Staatsoper (Timur w Turandot i Ramfis w Aidzie). Jako Ramfis wystąpił również w Terme di Caracalla w Rzymie. W warszawskim Teatrze Wielkim wystąpił jako Zachariasz w Nabucco, Narbal w Trojanach (pod dyrekcją Walerija Giergijewa) i Rajmund.
W 2012 r. Siwek powrócił do Bayerische Staatsoper w Monachium (Wurm w Luizie Miller), zaśpiewał też Fafnera w Zygfrydzie, pod dyrekcją Kenta Nagano. Wziął udział w otwarciu sezonu w Staatsoper w Hamburgu (Galicki w Kniaziu Igorze), zaśpiewał też Komandora w Deutsche Oper w Berlinie, podczas festiwalu Perelada.
Rok Verdiego (2013) Rafał Siwek rozpoczął w warszawskim Teatrze Wielkim partiami Filipa w Don Carlosie i Zachariasza w Nabucco. Ponownie wystąpił w La Scali (Wielki Inkwizytor), Bayerische Staatsoper (Sparafucile in Rigoletto). Zadebiutował także w Opernhaus w Zurychu jako Komador (pod dyrekcją Fabio Luisiego). Po raz pierwszy wystąpił w Teatrze Bolszoj (Filip II w Don Carlosie).
W 2014 r. Siwek śpiewał w Bayerische Staatsoper (Gremin, dyr. Kiriłł Pietrienko, Sparafucile, dyr. Marco Armiliato). W Zurychu, pod dyrekcją Fabio Luisiego wystąpił w nowej produkcji Aidy (Ramfis). Wystąpił w Tokio (Nowy Teatr Narodowy). Zaśpiewał Timura w Teatro Lirico w Cagliari (Sardynia) i festiwalu Arena di Verona. Na scenie Teatru Wielkiego wziął udział w koncertowym wykonaniu opery Attyla G. Verdiego (partia tytułowa).
W roku 2015 wystąpił w warszawskim Teatrze Wielkim, m.in. jako Stolnik w Halce, Daland w Holendrze Tulaczu (Nowy Teatr Narodowy w Tokio) oraz Zaccaria w Nowej Operze Izraela (Tel Awiw).
W roku 2016 po raz pierwszy zaśpiewał tytułowego Borysa Godunowa (Teatr Wielki w Poznaniu, dyr. Gabriel Chmura, reż. Iwan Wyrypajew), wystąpił.w Operze Paryskiej jako Raimondo w Łucji z Lammermoor.
W roku 2017 zaśpiewał Króla Henryka w Lohengrinie w Operze Paryskiej (dyr. Philippe Jordan, reż. Claus Guth). Wystąpił jako Fiesco w Simonie Boccanegrze w amsterdamskim Concertgebouw, zaśpiewał Księcia Galickiego w Kniaziu Igorze i Cara Iwana Groźnego w Pskowiance N. Rimskiego-Korsakowa w Teatrze Bolszoj.
W 2018 roku wystąpił m.in. w Aidzie w Teatro Real w Madrycie i w Nabucco i Aidzie na Arena di Verona. Zadebiutował w roli Borysa w spektaklu Borysa Godunowa otwierającym 243 sezon artystyczny w Teatrze Bolszoj w Moskwie. Brał też udział w nagraniach płytowych oper Stanisława Moniuszki.
W 2019 wystąpił m.in. w Gali Verdiowskiej u boku Plácido Domingo w Filharmonii Paryskiej i jako Zachariasz w Nabucco w Bayerische Staatsoper w Monachium. Wziął udział w wykonaniu Symfonii Tysiąca G. Mahlera w Maggio Musicale Fiorentino pod batutą Fabio Luisiego. Na scenie Opera Bastille w Paryżu kreował Padre Guardiano w Mocy przeznaczenia, a w Teatro Real w Madrycie i greckiej Operze Narodowej w Atenach Wielkiego Inkwizytora w Don Carlosie.
W sezonie 2020-21, podczas pandemii, wystąpił w Requiem Mozarta w Filharmonii Narodowej w Warszawie, zaśpiewał Zachariasza w Nabuccu w Operze Wrocławskiej oraz Filipa w koncertowym wykonaniu Don Carlosa w Teatrze Wielkim w Łodzi (wraz z Aleksandrą Kurzak, Roberto Alagna i Andrzejem Dobberem). Na Festiwalu Arena di Verona kreował Zachariasza w Nabucco i Ramfisa w Aidzie w nowych produkcjach tych tytułów.

### 2021-
Sezon 2021-22 artysta rozpoczął od występu w tytułowej roli w Borysie Godunowie w Teatrze Bolszoj w Moskwie, otrzymując bardzo dobre recenzje. Można go też było słuchać w Polsce: na Festiwalu im. Didura w Sanoku, w Łodzi i Warszawie. W Operze w Amsterdamie wystąpił jako Komandor w Don Giovannim, a w Monachium jako Timur w Turandot. Kreował Króla Marka w Tristanie i Izoldzie w Bari, Fiesca w Simone Boccanegra w Palermo, a w Bolonii wystąpił w koncertowym wykonaniu Jolanty Czajkowskiego jako René. Sezon zakończył występami w partii Zachariasza w Nabucco w Teatro Colón w Buenos Aires i w Weronie.
W sezonie 2022-23 powrócił do Monachium jako Wielki Inkwizytor, do Cagliari z występami w Requiem Verdiego i Małej mszy uroczystej Rossiniego, a w Semperoper w Dreźnie zadebiutował jako Wodnik w Rusałce Dvořáka.Ten sezon przyniósł mu też m.in. debiut na scenie ROH w Londynie (Wodnik w Rusałce), występy w Teatro Colon (Sarastro w Czarodziejskim flecie), Teatro Comunale di Bologna (Ojciec Gwardian w Mocy przeznaczenia) i powrót do Berlina w roli Wielkiego Inkwizytora w Don Carlosie. Siwek wystąpił też w dziewięciu spektaklach (Aida i Nabucco) podczas jubileuszowego 100. Festiwalu Arena di Verona.

## Głos i interpretacje ról operowych
Rafał Siwek dysponuje basem i wykonuje dramatyczne partie wielkiego repertuaru basowego (partie verdiowskie, partie z repertuaru rosyjskiego, partie wagnerowskie).
Zasłynął jako wykonawca ról Verdiowskich: w repertuarze ma kilkanaście basowych ról w operach Giuseppe Verdiego: m.in. Filip II i Wielki Inkwizytor (Don Carlos), Attyla (Attyla) Zachariasz (Nabucco), Wurm (Luiza Miller), Ojciec Gwardian (Moc przeznaczenia), Silva (Ernani), Ferrando (Trubadur), Fiesco (Simon Boccanegra), Massimiliano (Zbójcy).
Wielkie partie repertuaru rosyjskiego to m.in. tytułowy Borys Godunow, Kończak i Książę Halicki w Kniaziu Igorze, Iwan Groźny w Pskowiance.
Artysta wystąpił również w kilku partiach wagnerowskich, m.in. Daland w Holendrze Tułaczu, Król Henryk w Lohengrinie, Król Marek w Tristanie i Izoldzie.

## Działalność artystyczna

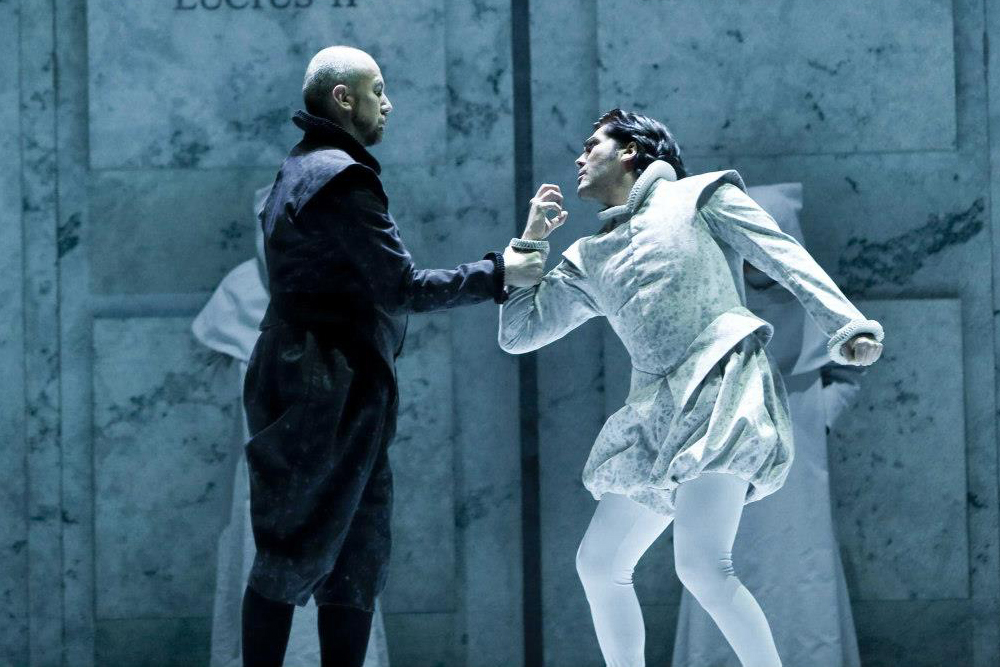
Giancarlo Monsalve (Don Carlos) i Rafał Siwek (Filip) w Don Carlosie G. Verdiego, Teatr Wielki w Warszawie, 2013 (fot. M. Larrondo)

Regularnie występuje na prestiżowych scenach operowych: Bayerische Staatsoper w Monachium, Opernhaus w Zurychu, Staatsoper Unter den Linden w Berlinie, Staatsoper w Hamburgu, Teatro Real w Madrycie, Teatr Bolszoj w Moskwie, Teatr Maryjski w Sankt Petersburgu, Opera Królewska w Brukseli, Opera Izraela w Tel Avivie czy Nowy Teatr Narodowy w Tokio.
We Włoszech występował m.in. Teatro alla Scala w Mediolanie, Operze Rzymskiej, Teatro Communale w Bolonii, Teatro Regio w Turynie, Teatro del Maggio Musicale we Florencji, Teatro Regio w Parmie oraz na festiwalach: w Arena di Verona, Terme di Caracalla i Torre del Lago.
Występuje na prestiżowych scenach koncertowych Europy, m.in. Concertgebouw w Amsterdamie, Theatre du Chatelet w Paryżu, Beethovenfest w Bonn, Opera Królewska i Palais des Beaux Arts w Brukseli, Accademia di Santa Cecilia w Rzymie, Opera w Lille, Opera w Luksemburgu, Savonlinna Festival, i in.
Współpracował z wybitnymi śpiewakami (m.in. z Plácidem Domingiem, José Curą, José van Damem, Juanem Ponsem, Leo Nuccim, Marcelo Álvarezem) i dyrygentami: Zubin Mehta, Lorin Maazel, Siemion Byczkow, Daniel Oren, Gianluigi Gelmetti, Krzysztof Penderecki, Helmuth Rilling, Alberto Zedda, Fabio Luisi, Walerij Giergijew, Kent Nagano, Roberto Abbado, Kiriłł Pietrienko, czy Marco Armiliato.
Występował w produkcjach reżyserów takich, jak: Franco Zeffirelli, Pierluigi Pier’Alli, Willy Decker, Jonathan Miller, David McVicar, Mariusz Treliński, Hugo de Ana, czy Adrian Noble.
Artysta prowadzi także działalność koncertową, biorąc udział w wykonaniu takich dzieł, jak Requiem Verdiego (Mediolan, Wenecja, Casablanca, Jerozolima, pod dyrekcją Lorina Maazela), IX Symfonia Beethovena (Rzym, Mediolan, Bruksela, Taormina), Stabat Mater Rossiniego (Werona), Msza głagolicka Janáčka (Praga, Bonn, Bratysława, Brno, Linz).
W Filharmonii Narodowej w Warszawie artysta wystąpił w Requiem Verdiego, Stabat Mater Dvořáka, Missa Solemnis Beethovena, Petite Messe Solennelle Rossiniego oraz w Requiem i Mszy koronacyjnej Mozarta (pod dyrekcją Fransa Brüggena), Wielkiej mszy h-moll Bacha (pod dyrekcją Helmutha Rillinga). W Rydze artysta brał udział w wykonaniu Credo Pendereckiego pod dyrekcją kompozytora.
Wykonując repertuar oratoryjno-kantatowy współpracował z Radio France Philharmonic Orchestra, Netherlands Radio Symphony Orchestra, Filarmonica Arturo Toscanini, Orkiestrą XVIII Wieku i czołowymi orkiestrami polskimi pod batutą m.in. Helmuta Rillinga, Fransa Brüggena, Lorina Maazela, Alberto Zeddy, Krzysztofa Pendereckiego.

## Życie prywatne
Jego żoną jest Magdalena Andreew-Siwek, śpiewaczka operowa (sopran). Mają troje dzieci. Ich syn, Adam Siwek wziął udział w przedstawieniach Czarodziejskiego fletu (Pierwszy Chłopiec) w Teatrze Wielkim – Operze Narodowej w Warszawie oraz w Warszawskiej Operze Kameralnej.

## Repertuar operowy (wybrane partie)
- V. Bellini, Norma, Oroveso;
- A. Borodin, Kniaź Igor, Włodzimierz Halicki / Kończak;
- P. Czajkowski, Eugeniusz Oniegin, Gremin;
- P. Czajkowski, Dziewica Orleańska, Thibault;
- A. Dvořák, Rusałka, Wodnik
- S. Moniuszko, Halka, Stolnik;
- S. Moniuszko, Straszny dwór, Zbigniew / Skołuba;
- W.A. Mozart, Czarodziejski flet, Sarastro;
- W.A. Mozart, Don Giovanni, Komandor;
- M. Musorgski, Borys Godunow, partia tytułowa / Pimen;
- G. Puccini, Cyganeria, Colline;
- G. Puccini, Turandot, Timur;
- G. Verdi, Attyla, Attyla;
- G. Verdi, Aida, Ramfis;
- G. Verdi, Don Carlo, Filip II / Wielki Inkwizytor
- G. Verdi, Ernani, Gomez de Silva
- G. Verdi, Luiza Miller, Wurm;
- G. Verdi, Moc przeznaczenia, Ojciec Gwardian (Padre Quardiano);
- G. Verdi, Nabucco, Zaccaria;
- G. Verdi, Rigoletto, Sparafucile;
- G. Verdi, Simon Boccanegra, Fiesco;
- G. Verdi, Zbójcy (I Masnadieri), Massimiliano;
- R. Wagner, Holender Tułacz, Daland;
- R. Wagner, Lohengrin, Król Henryk;
- R. Wagner, Tristan i Izolda, Król Marek;
- R. Wagner, Walkiria, Hunding;
- R. Wagner, Zygfryd, Fafner.

## Odznaczenia i nagrody
- Brązowy Medal „Zasłużony Kulturze Gloria Artis“ (2011)[14]
- Teatralna Nagroda Muzyczna im. Jana Kiepury dla Najlepszego Śpiewaka (dwukrotnie: 2014 i 2015)[15].

## Nagrania
Opery:
- V. Bellini, Norma, Daniela Dessì (Norma), Fabio Armiliato (Pollione), Kate Aldrich (Adalgisa), Rafal Siwek (Oroveso), Antonello Ceron (Flavio), Marie Luce Erard (Clotilde), Coro e Orchestra del Teatro Comunale di Bologna, dyr. Evelino Pidò, Hardy Classics, HCD4034;
- S. Moniuszko, Halka, Tina Gorina (Halka), Monika Ledzion-Porczyńska (Sofia), Matheus Pompeu (Jontek), Robert Gierlach (Janusz Gianni), Rafał Siwek (Alberto), Karol Kozłowski (Contadino), Europa Galante, Chór Opery i Filharmonii Podlaskiej, dyr. Fabio Biondi, NIFCCD 082-083
- S. Moniuszko, Straszny dwór, Adam Kruszewski (Miecznik), Edyta Piasecka (Hanna), Elżbieta Wróblewska (Jadwiga), Tadeusz Szlenkier (Stefan), Rafał Siwek (Zbigniew), Ryszard Minkiewicz (Pan Damazy), Zbigniew Macias (Maciej), Aleksander Teliga (Skołuba), Anna Borucka (Cześnikowa), Chór i Orkiestra Teatru Wielkiego – Opery Narodowej, dyr. Andriy Yurkevych, NIFCDVD 007
- S. Moniuszko Straszny dwór, Tomasz Konieczny (Miecznik), Edyta Piasecka (Hanna), Monika Ledzion-Porczyńska (Jadwiga), Arnold Rutkowski (Stefan), Mariusz Godlewski (Zbigniew), Marcin Bronikowski (Maciej), Małgorzata Walewska (Cześnikowa), Rafał Siwek (Skołuba); Orkiestra XVIII Wieku, Chór Opery i Filharmonii Podlaskiej, dyr. Grzegorz Nowak, NIFCCD 084-085
- W.A. Mozart, Don Giovanni, Carlos Álvarez (Don Giovanni), Alex Esposito (Leporello), Irina Lungu (Donna Anna), Maria José Siri (Donna Elvira), Saimir Pirgu (Don Ottavio), Natalia Roman (Zerlina), Christian Senn (Masetto), Rafał Siwek (Il Commendatore), Arena di Verona, dyr. Stefano Montanari, reż. Franco Zeffirelli, C Major 751904
- K. Penderecki, Ubu Rex; Paweł Wunder (Ojciec Ubu), Anna Lubańska (Ubica), Józef Frakstein (Król Wacław), Izabela Kłosińska (Królowa Rozamunda), Anna Karasińska (Bolesław), Jeanette Bożałek (Władysław), Rafał Bartmiński (Byczysław), Mieczysław Milun (Car), Rafał Siwek (Car), Piotr Nowacki (Baridor), Robert Dymowski (Generał Lascy), Andrzej Witlewski (chłop), Magdalena Andreew-Siwek (Pila), Chór i Orkiestra Teatru Wielkiego – Opery Narodowej w Warszawie, dyr. Jacek Kaspszyk, CD Accord, ACD 133;
- G. Puccini, Edgar, Placido Domingo (Edgar), Adriana Damato (Fidelia), Marianne Cornetti (Tigrana), Juan Pons (Frank), Rafael Siwek (Gualtiero), dyr. Alberto Veronesi, Chorus and Orchestra of Academia Nazionale di Santa Cecilia, rec. Santa Cecilia, 22 June 2005, DEUTSCHE GRAMMOPHON 00289 477 6102 GH2;
- G. Verdi, Luiza Miller, Francesca Franci, Marcelo Alvarez, Giorgio Surian, Rafal Siwek, dyr. Donato Renzetti, Parma Teatro Regio Orchestra, Parma Teatro Regio Chorus, C Major 722808;
- G. Verdi, Nabucco, George Gagnidze (Nabucco), Rubens Pelizzari (Ismaele), Rafał Siwek (Zaccaria), Susanna Branchini (Abigaille), Nino Surguladze (Fenena), Nicolò Ceriani (Il Gran Sacerdote di Belo), Paolo Antognetti (Abdallo), Elena Borin (Anna), Arena of Verona Choir, Daniel Oren (conductor), Arnaud Bernard (stage director and costume designer), Alessandro Camera (set designer), Paolo Mazzon (lighting designer), Arena di Verona, August 2017 (live), Bel Air Classiques, No: BAC448 (DVD)
- G. Verdi, Rigoletto, Quinn Kelsey (Rigoletto), Michael Fabiano (Il Duca di Mantova), Olga Peretyatko (Gilda), Rafal Siwek (Sparafucile), Vesselina Kasarova (Maddalena), cond. Nicola Luisotti, director: Claus Guth, set design: Christian Schmidt, Paris, 23 kwietnia 2016 (DVD), SKU, PODV306
- G. Verdi, Trubadur, B. Kubiak, M. Dawydow, B. Szynalski, E. Kaczmarzyk-Janczak, R. Siwek (Ferrando); Chór i Orkiestra Opery Wrocławskiej, dyr. E. Michnik, DUX 0186.

Oratoria:
- L. v. Beethoven, IX Symfonie, Maria Luigia Borsi, Birgit Remmert, Vale Rideout, Rafal Siwek, Coro del Maggio Musicale Fiorentino, Orchestra Symphonica Toscanini, dyr. Lorin Maazel, Vatican, KULTUR (2007);
- W. Kilar, Missa Pro Pace, Joanna Woś, Małgorzata Walewska, Paweł Brożek, Rafał Siwek, Chór Opery i Filharmonii Podlaskiej w Białymstoku, dyr. Mirosław Jacek Błaszczyk, DUX 1413;
- F. Nowowiejski, Quo Vadis, Aleksandra Kurzak, Artur Ruciński, Rafał Siwek, Sebastian Szumski, Arkadiusz Bialic (organy), dyr. Piotr Sułkowski, Górecki Chamber Choir, Orkiestra Symfoniczna Warmińsko-Mazurskiej Filharmonii im. Feliksa Nowowiejskiego w Olsztynie, DUX 1327/1328;
- G. Verdi, Requiem, Fiorenza Cedolins, Luciana D’Intino, Ramón Vargas, Rafał Siwek, Coro della Fondazione Arturo Toscanini, Orchestra Filarmonica Arturo Toscanini, dyr. Zubin Mehta, Roma, 30 January 2005, TDK, B000M2EBXI (DVD);
- G. Verdi, Requiem, Norma Fantini, Anna Smirnova, Francesco Meli, Rafal Siwek, dyr. Lorin Maazel, Florence Maggio Musicale Chorus, Symphonica Toscanini, 2007 (DVD)

## Działalność charytatywna
Artysta angażuje się w działalność charytatywną (m.in. koncert dla fundacji Serce dziecka).